# Авиэль
Авиэль (ивр. אביאל‎) — мошав, расположенный в Хайфском округе Израиля. Мошав расположен на высоте 56 метров над уровнем моря, в шести километрах северо-востоку от мошава Биньямина и административно входит в региональный совет Алона.

## Создание
Мошав был основан активистами движения Херут в 1949 году на территории бывшей арабской деревни Синдиана, занятой в ходе войны за независимость. Его площадь составляет около 3000 гектаров.
Мошав был назван в честь Израиля Эпштейна (псевдоним «Авиэль»), посланника Эцель в Риме, который был убит 28 декабря 1946 года при попытке к бегству из итальянской тюрьмы.

## Население
По данным Центрального статистического бюро Израиля, население на начало 2020 года составляло 821 человек.